# Łuszczki (Muchy)
Łuszczki – część wsi Muchy w Polsce położona w województwie wielkopolskim, w powiecie ostrzeszowskim, w gminie Czajków.
W latach 1975–1998 Łuszczki administracyjnie należały do województwa kaliskiego.